# Onycocaridites anomodactylus
Onycocaridites anomodactylus är en kräftdjursart som beskrevs av Bruce 1987. Onycocaridites anomodactylus ingår i släktet Onycocaridites och familjen Palaemonidae. Inga underarter finns listade i Catalogue of Life.